# Teinopodagrion mercenarium
Teinopodagrion mercenarium – gatunek ważki z rodziny Megapodagrionidae. Występuje w północno-zachodniej części Ameryki Południowej; stwierdzony jedynie w Kordylierze Środkowej w Kolumbii.